# Liste der Monuments historiques in Béthisy-Saint-Pierre
Die Liste der Monuments historiques in Béthisy-Saint-Pierre führt die Monuments historiques in der französischen Gemeinde Béthisy-Saint-Pierre auf.

## Liste der Bauwerke
| Bezeichnung         | Beschreibung                  | Standort          | Kennzeichnung | Schutzstatus | Datum | Bild           |
| ------------------- | ----------------------------- | ----------------- | ------------- | ------------ | ----- | -------------- |
| Priorat mit Kapelle | Erbaut ab dem 13. Jahrhundert | Rue Esmery (Lage) | PA60000012    | Inscrit      | 1998  | weitere Bilder |
| Schloss             | Erbaut im 14. Jahrhundert     | (Lage)            | PA00114528    | Inscrit      | 1949  | weitere Bilder |
| Kirche St-Pierre    | Erbaut ab dem 12. Jahrhundert | (Lage)            | PA00114529    | Classé       | 1913  | weitere Bilder |

## Liste der Objekte

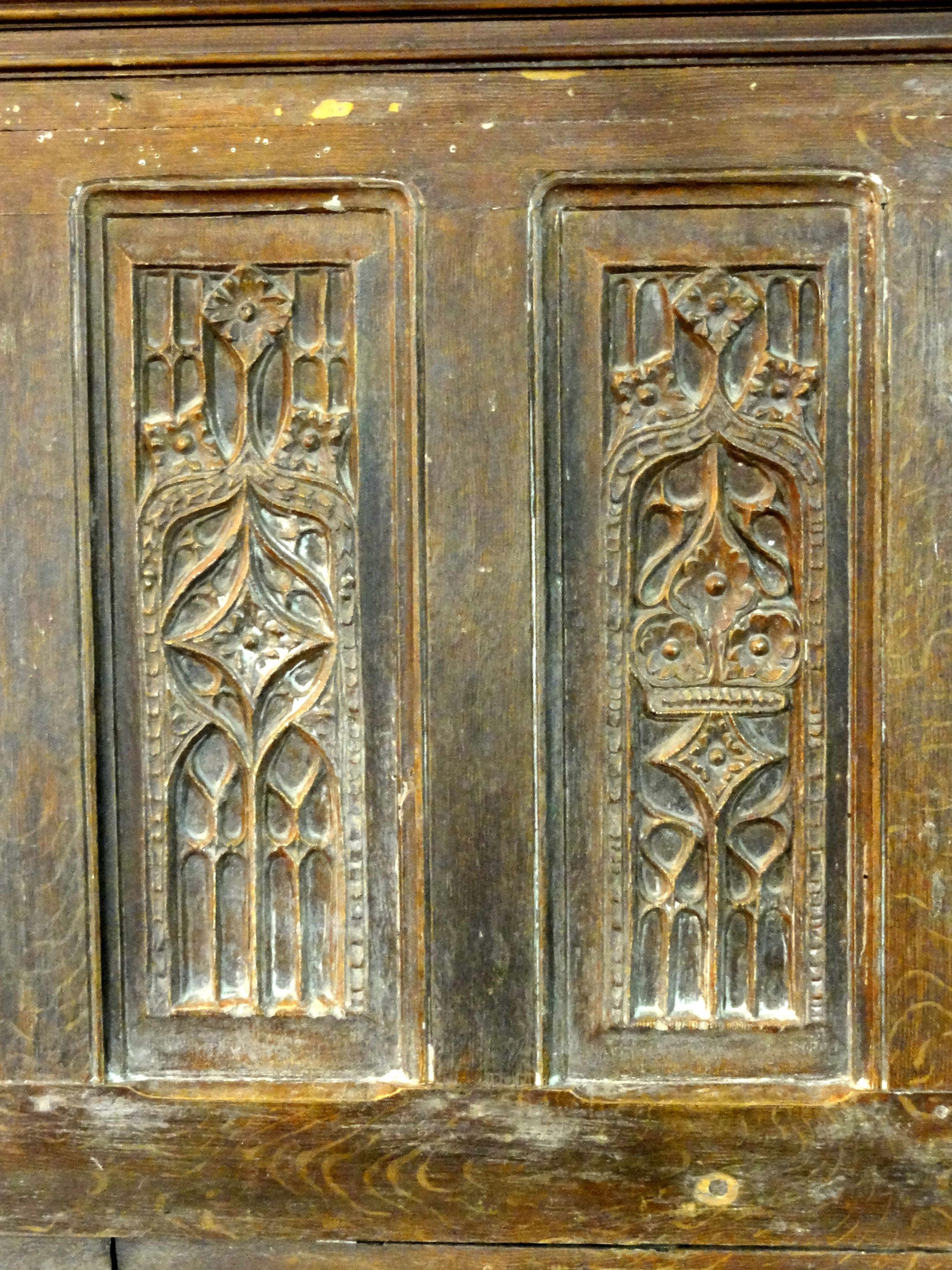
Wandvertäfelung (um 1500) in der Kirche St-Pierre

- Monuments historiques (Objekte) in Béthisy-Saint-Pierre in der Base Palissy des französischen Kultusministeriums